# Jenny Mollen

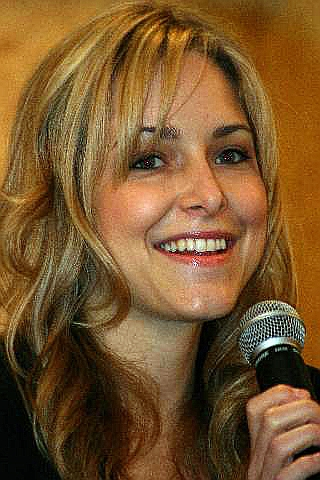
Jenny Mollen (2005)

Jenny Mollen (* 30. Mai 1979 in Phoenix, Arizona) ist eine US-amerikanische Schauspielerin.

## Leben und Leistungen
Mollens Eltern waren Ärzte. Sie trat im Theater The Old Globe in San Diego auf und studierte an der Schule für Theater, Film und Fernsehen der University of California, Los Angeles. Nach dem Abschluss studierte sie in Paris und in Heidelberg.
Mollen gab 2001 ihr Debüt in einer Folge der Fernsehserie Strong Medicine: Zwei Ärztinnen wie Feuer und Eis. In der Komödie Billy Makes the Cut (2003) spielte sie eine der größeren Rollen, im Horrorfilm Searching for Haizmann trat sie in einer größeren Rolle neben Tippi Hedren auf. In der Actionkomödie Spy Girls – D.E.B.S. (2004) spielte sie eine deutsche Kollegin der von Meagan Good, Jill Ritchie, Devon Aoki und Sara Foster verkörperten Geheimagentinnen. 2005 folgte eine größere Rolle in der Horrorkomödie Return of the Living Dead V: Rave to the Grave (2005), in der auch Peter Coyote eine Nebenrolle spielte. Im Horrorfilm Dark Memories (Originaltitel: Ring around the Rosie, 2006) spielte sie an der Seite von Gina Philips und Tom Sizemore.
Mollen lebt in Los Angeles und ist seit April 2008 mit dem Schauspieler Jason Biggs verheiratet. Im Februar 2014 brachte sie ihren ersten Sohn zur Welt.

## Filmografie (Auswahl)
- 2003: Billy Makes the Cut (Kurzfilm)
- 2003: Searching for Haizmann
- 2003–2004: Angel – Jäger der Finsternis (Angel) (Fernsehserie, 3 Folgen)
- 2004: Spy Girls – D.E.B.S. (D.E.B.S.)
- 2004: The Raven (Kurzfilm)
- 2005: Return of the Living Dead V: Rave to the Grave
- 2006: Die Casting Couch – Heiße Dates und sexy Girls (Cattle Call)
- 2006: Dark Memories (Ring around the Rosie)
- 2009: Off the Ledge
- 2009: Kidnapping Caitlynn (Kurzfilm, auch Drehbuch)
- 2011: Crazy, Stupid, Love
- 2012: Extracted
- 2013: Hawaii Five-0 (Fernsehserie, Folge 3x17)
- 2013: Wilfred (Fernsehserie, Folge 3x04)
- 2014 Girls (Fernsehserie, 3 Folgen)
- 2016: Amateur Night
- 2016: Chicago Fire (Fernsehserie, 3 Folgen)
- 2016: I Like You Just the Way I Am (Fernsehserie, 4 Folgen, auch Drehbuch)